# Maupertuis (cráter)
Maupertuis es el remanente de un cráter de impacto que se encuentra en la parte norte de la cara visible de la Luna. Se encuentra en la zona de terreno accidentado al norte del Sinus Iridum, una bahía en el sector noroeste del Mare Imbrium. Al norte se localiza el cráter La Condamine y el Mare Frigoris.
|  |

Este es un cráter que ha sido casi borrado por una intensa historia de impactos, dejando solo un remanente desintegrado del brocal original. El borde externo que sobrevive no es especialmente circular, habiendo sido remodelado en un esquema vagamente pentagonal. Presenta grietas profundas producidas por otros cráteres al noreste. El suelo interior no presenta un estado mucho mejor, siendo áspero e irregular.
Al noreste de este cráter aparece un sistema de grietas designado Rimae Maupertuis, posiblemente formado a partir de procesos geológicos. Se requiere buena visión y un gran telescopio para observar estos surcos desde la Tierra.
El cráter fue nombrado en honor del matemático y astrónomo francés Pierre Louis Maupertuis (1698-1759).

## Cráteres satélite

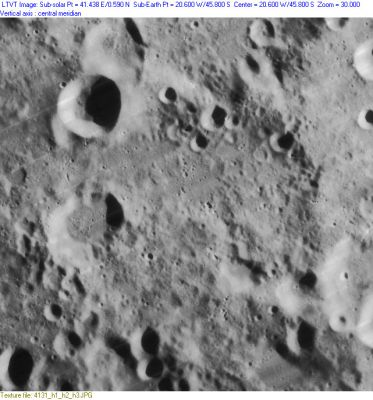
Fotografía de la misión Lunar Orbiter 4

Por convención estos elementos son identificados en los mapas lunares poniendo la letra en el lado del punto medio del cráter que está más cercano a Maupertuis.
|            | \| Maupertuis \| Coordenadas \| Diámetro \| \| ---------- \| ----------------------------- \| -------- \| \| A \| 50°36′N 24°42′O / 50.6, -24.7 \| 14 km \| \| B \| 51°18′N 26°42′O / 51.3, -26.7 \| 6 km \| \| C \| 50°12′N 24°00′O / 50.2, -24.0 \| 11 km \| \| K \| 49°18′N 25°00′O / 49.3, -25.0 \| 6 km \| \| L \| 51°18′N 29°12′O / 51.3, -29.2 \| 6 km \| |          |
| Maupertuis | Coordenadas | Diámetro |
| A          | 50°36′N 24°42′O / 50.6, -24.7 | 14 km    |
| B          | 51°18′N 26°42′O / 51.3, -26.7 | 6 km     |
| C          | 50°12′N 24°00′O / 50.2, -24.0 | 11 km    |
| K          | 49°18′N 25°00′O / 49.3, -25.0 | 6 km     |
| L          | 51°18′N 29°12′O / 51.3, -29.2 | 6 km     |